# Conquista do Pará (Governo do Norte)
```
   |-
       |
Erro:
:  
valor não especificado para "
nome_comum
"
```

A Conquista do Pará (região inicialmente chamada pa'ra, do tupi: "rio-mar"), também denominado Império das Amazonas (parte do atual estado brasileiro do Pará), foi um território indígena transformado em território colonial português em 1615 na América, pelo fidalgo-militar Alexandre de Moura no início da colonização da Amazônia e conquista do rio das Amazonas, localizado na então Capitania do Maranhão (1534-1621).
A Capitania do Maranhão tinha 75 léguas de costa, estendendo-se do cabo de Todos os Santos até a foz do rio da Cruz, que atualmente corresponde a região do nordeste do estado do Maranhão somada a região oriental do estado do Pará (onde hoje está Belém) e a Ilha de Marajó.
Em 1621, a Conquista do Pará foi transformada em Capitania do Grão-Pará, junto a criação do Estado do Maranhão, após a criação do povoado colonial Feliz Lusitânia em 1616 (atual cidade de Belém do Pará), consolidando assim o domínio português na Amazônia .

## História
Em 1534, a Capitania do Maranhão foi criada junto com mais 13 capitanias hereditárias, no período colonial da América Portuguesa, combinando elementos feudais e capitalistas; sistema que havia sido utilizado com êxito no desenvolvimento das ilhas portuguesas da Madeira e de Açores.
Em 1572, a Coroa Portuguesa, percebendo ainda falhas na administração colonial, dividiu a América Portuguesa em dois Governos-Gerais (1572 à 1577): Governo do Norte (1572–1577, capital Salvador) que teve o domínio administrativo sobre a futura Conquista do Pará (1615); e o Governo do Sul com capital no Rio de Janeiro.
Em 1615, na época do Brasil Colônia, o militar e fidalgo Alexandre de Moura, inicia a proteção e colonização da região amazônica, realizando a conquista da foz do rio Amazonas, transformando a região indígena do extremo-norte chamada de Mairi (moradia dos indígenas Tupinambás e Pacajás sob comando do cacique Guaimiaba), no território colonial português "Conquista do Pará" ou " Império das Amazonas" (1615–1621), localizado na então Capitania do Maranhão (1534-1621).
Em 1616, na tentativa de assegurar o domínio da região atualmente denominada de Amazônia Oriental e proteger a região das incursões de holandeses e ingleses em busca de especiarias (como as drogas do sertão),. os portugueses através da expedição militar "Feliz Lusitânia", comandada por capitão Francisco Caldeira Castelo Branco, fundaram na Conquista do Pará, próximo ao igarapé do Piry (ou Bixios do Pirizal), em 12 de janeiro de 1616 (a mando do rei), o fortim em madeira chamado Forte do Presépio e a capela da padroeira Nossa Senhora de Belém ou Santa Maria de Belém,  iniciando o povoado colonial homônimo à expedição militar (atual cidade paraense de Belém), próximo ao entreposto comercial do cacicado marajoara).

Em 1621, a região conhecida como Conquista do Pará foi transformada em Capitania do Grão-Pará, junto a criação do Estado do Maranhão (1621-1775).

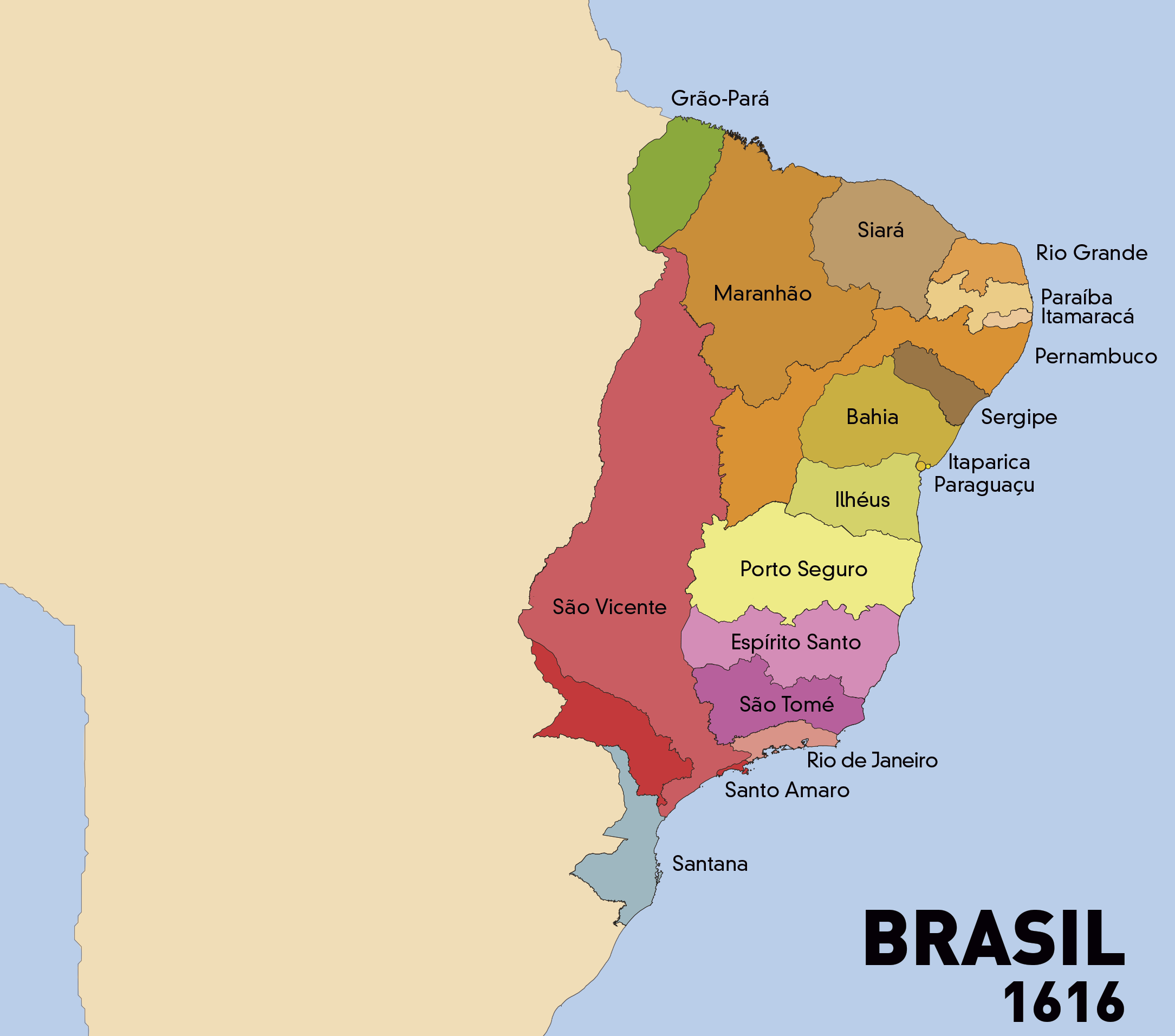
Mapa do brasil na década de 1610, período de criação da Capitania do Maranhão e da Capitania do Grão-Pará